# Кам'яна могила біля села Нововспаське
Кам'яна могила біля с. Нововспаське — геологічна пам'ятка природи місцевого значення. Об'єкт розташований на території Приазовського району Запорізької області, село Новоспасівське.
Площа — 2 га, статус отриманий у 1972 році.